# ألونسوة سويقية
ألونسوة سويقية (الاسم العلمي: Alonsoa peduncularis) هي نوع من القوارض تتبع جنس الألونسوة من الفصيلة الغدبية.